# Gobiraptor
Gobiraptor („lupič z Gobi“) byl rod vývojově vyspělého teropodního dinosaura z čeledi Oviraptoridae. Žil v období svrchní křídy na území dnešního Mongolska. Formálně byl popsán mezinárodním týmem paleontologů v únoru roku 2019.

## Objev a popis
Zkameněliny tohoto teropoda byly objeveny v sedimentech souvrství Nemegt, spadajících do období geologického věku maastricht (konec křídové periody, asi před 70 miliony let). Holotyp s označením MPC-D 102/111 představuje nekompletní lebku a postkraniální kostru. Čelisti vykazují svým zmohutněním anatomickou adaptaci na mechanické zpracování velmi tvrdé potravy, jako jsou semena rostlin nebo schránky měkkýšů. Objevený jedinec byl zřejmě nedospělý exemplář nebo dokonce mládě, obývající vlhké oblasti v tehdejších ekosystémech.

## Příbuzenství
Anatomické znaky na kostře odpovídají vývojově vyspělým oviraptoridům, zřejmě se tedy jednalo o zástupce podčeledi Oviraptorinae.